# Samostalna satnija osiguranja
Samostalna satnija osiguranja je bila jedinica Hrvatskih obrambenih snaga tijekom Domovinskog rata u Hrvatskoj 1991. – 1995.

## Nastanak
Nakon početka tzv. "Balvan revolucije" koju su otpočeli srpski ekstremisti u Hrvatskoj, i otvorenog stavljanja Jugoslavenske armije na njihovu stranu, u Hrvatskoj nastavu vojne jedinice za obranu zemlje. 
Jedna od organizacija za obranu Hrvatske bio je i HOS (Hrvatske obrambene snage), nastao u okrilju Hrvatske stranke prava, a kako se nisu svi koji su željeli braniti Hrvatsku, mogli uključiti u redove Zbora narodne garde (ZNG), ti su pristupali HOS-u koji se brzo omasovio.
Samostalna satnija osiguranja ustrojena je 15. lipnja 1991., i većim dijelom je popunjena od dragovoljaca s područja grada Zagreba i okolice, a manjim dijelom od dragovoljaca iz drugih krajeva Hrvatske i dijaspore. Namjena Samostalne satnije osiguranja bila je izvršenja zadaća osiguranja Glavnog Stožera HOS-a, prijevoz materijalno-tehničkih sredstava i dr.

## Ratni put
Tijekom 1991., satnija se uključuje u blokadu vojarni JNA i obrambena djelovanja na karlovačko-kordunaškom bojištu (Mejaško Selo, Barilović, Duga Resa, vojarna Logorište) te sudjeluje u obrani Topuskog, Gređana i Velike Vranovine u suradnji sa zagrebačkim odredima ZNG-a.
Nakon toga, satnija se u rujnu uključuje (s ostalim snagama Operativne Zone Zagreb) u blokadu i preuzimanje vojarne u Borongaju, te blokadu vojarne "Maršal Tito". Zbog opsade vojarne u Borongaju, predsjednik Republike Hrvatske Franjo Tuđman je tražio od Dobroslava Parage, predsjednika Hrvatske stranke prava i osnivača HOS-a, da povuče jedinice HOS-a iz opsade što je ovaj bio odbio. 
Na domaćem ratištu, satnija sudjeluje o obrambenim djelovanjima na rijeci Kupi (Pokupsko, Kravarsko, Letovanić). Na istočno-posavskom bojištu sudjeluje u borbenim djelovanjima u Operativnoj zoni Posavina (Jasenovac, Drenov Bok, Plesmo). U studenom 1991. sudjeluje u borbama na istočno-slavonskom bojištu (Vinkovci, Mala Bosna, Cerić).

## Kraj
Nakon što je predsjednik Hrvatske Franjo Tuđman krajem 1991. donio proglas o stvaranju regularne Hrvatske vojske, više nije bilo mjesta paralelnim vojskama i samostalnim obrambenim vojnim jedinicama u Hrvatskoj. Samostalna satnija osiguranja je rasformirana 15. siječnja 1992. Njeni pripadnici su raspoređeni u jedinice Hrvatske vojske.

## Sažetak
U razdoblju od ustrojavanja do ukidanja, Samostalna satnija osiguranja je osiguravala Stožer HOS-a te sudjelovala u borbama u koordinaciji sa sigurnosnim službama, policijom, i civilnim strukturama čime je dala svoj značajan doprinos u borbi za slobodu i neovisnost Hrvatske. 

## Poveznice
Video - HOS u Vinkovcima i Maloj Bosni